# Leinier Domínguez
Leinier Domínguez Pérez (ur. 23 września 1983 w Hawanie) – kubański szachista, od października 2018 reprezentujący USA, arcymistrz od 2000.

## Kariera szachowa
Jako junior wielokrotnie zdobywał medale na mistrzostwach Kuby juniorów. Pierwszy medal w kategorii seniorów zdobył w 1999, zajmując w mistrzostwach swojego kraju III m. W tym samym roku zajął II m. w turnieju w Santa Clara. Rok później zdobył srebrny medal w mistrzostwach Kuby oraz zwyciężył w turnieju strefowym rozegranym w mieście Valencia. W 2001 zwyciężył w memoriale Carlosa Torre Repetto w Meridzie, natomiast w Cali zdobył brązowy medal mistrzostw Ameryki. Rok 2002 przyniósł mu pierwszy tytuł mistrza kraju oraz zwycięstwo (wraz z Lázaro Bruzónem) w Esbjergu (turniej The North Sea Cup). Wystąpił również w Moskwie na mistrzostwach świata FIDE rozgrywanych systemem pucharowym, ale odpadł w II rundzie, przegrywając z Borysem Gelfandem. W 2003 ponownie triumfował w mistrzostwach kraju oraz zwyciężył w turnieju strefowym w Guayaquil i awansował do mistrzostw świata w roku 2004 w Trypolisie, gdzie odniósł życiowy sukces, awansując do najlepszej ósemki turnieju (w ćwierćfinale przegrał z Tejmurem Radżabowem). W 2004 zajął również II m. w turnieju Corus–B w Wijk aan Zee oraz zwyciężył w memoriale Jose Raula Capablanki w Hawanie. W 2005 w mistrzostwach kraju zdobył srebrny medal, zaś rok później – złoty. Również w 2006 odniósł duży sukces, zwyciężając (przed Wasilijem Iwanczukiem) w silnie obsadzonym turnieju w Barcelonie. W 2007 zdobył w Santa Clarze tytuł wicemistrza Kuby oraz triumfował w Santo Domingo w turnieju strefowym (eliminacji mistrzostw świata). W 2008 po raz drugi w swojej karierze zwyciężył w memoriale Jose Raula Capablanki, podzielił również I m. (wspólnie z Jewgienijem Aleksiejewem) w turnieju głównym festiwalu w Biel oraz zdobył (w Ałmaty) tytuł mistrza świata w szachach błyskawicznych. W 2013 zwyciężył w turnieju Thessaloniki Grand Prix w Salonikach. W 2016 roku zdobył indywidualny srebrny medal grając na planszy nr. 1 dla Kubańskiej drużyny na 42. Olimpiadzie Szachowej w Baku. Zdobył 2. miejsce razem z Fabiano Caruaną w Mistrzostwach USA w szachach 2019 i 3. miejsce w Mistrzostwach USA w szachach 2022.
Wielokrotnie reprezentował Kubę w turniejach drużynowych, m.in.:
- ośmiokrotnie na olimpiadach szachowych (w latach 2000, 2002, 2004, 2006, 2008, 2010, 2012, 2014)[14],
- dwukrotnie na drużynowych mistrzostwach świata (w latach 2001, 2005)[15],
- czterokrotnie na drużynowych mistrzostwach panamerykańskich (w latach 2000, 2003, 2009, 2013); ośmiokrotny medalista: wspólnie z drużyną – dwukrotnie złoty (2000, 2003) i dwukrotnie srebrny (2009, 2013) oraz indywidualnie – dwukrotnie złoty (2000 – na V szachownicy, 2013 – na I szachownicy) i dwukrotnie brązowy (2003 – na I szachownicy, 2009 – na I szachownicy)[16].

W lipcu 2008 został pierwszym Kubańczykiem, który przekroczył granicę 2700 punktów rankingowych. Najwyższy ranking w dotychczasowej karierze osiągnął 1 maja 2014: wynikiem 2768 punktów zajmował wówczas 10. m. na światowej liście FIDE, jednocześnie zajmując 1. m. wśród kubańskich szachistów.